# Atriplex glauca
Atriplex glauca  es una especie de planta perenne perteneciente a la familia de las amarantáceas.  Es originaria de la región mediterránea.

## Descripción
Es una planta sufrútice que alcanza un tamaño de hasta 50 cm de altura; con los tallos generalmente postrados, blanquecinos. Las hojas de hasta 10 × 7 mm, sésiles, salvo a veces las inferiores, a menudo con fasciculillos de hojas axilares dispersos por toda la planta, de suborbiculares a ovadas, enteras, de obtusas a acutiúsculas, a veces mucronuladas,  de subglaucas a pulverulento-blanquecinas, carnositas; las inferiores a veces pecioladas, elípticas u oblongo-lanceoladas. Flores agrupadas en glomerulillos que se disponen en espigas terminales, generalmente compuestas, afilas. Bractéolas fructíferas rómbico-deltoides u ovado-deltoides, agudas, con los márgenes dentados y dorso fuertemente tuberculado. Semilla de 1,5-1,6 mm de diámetro, ± orbicular, a veces aplanada; radícula vertical.

## Distribución y hábitat
Se encuentra sobre suelos arenosos o arcillosos ± salinos; piso basal. En el oeste de la región mediterránea. Sudeste árido de la península ibérica y estuario del Sado.

## Taxonomía
Atriplex glauca fue descrita por  Carlos Linneo y publicado en  Species Plantarum, Editio Secunda 2: 1493. 1763.
Etimología
Atriplex: nombre genérico latino con el que se conoce a la planta.
glauca: epíteto latino  que significa "glauca, de color verde-azulado. 
Sinonimia
- Atriplex alexandrina Boiss.
- Atriplex coriacea Raddi ex Moq.
- Atriplex crystallina Ehrenb. ex Boiss.
- Atriplex glauca var. embergeri Maire
- Atriplex glauca var. ifniensis (Caball.) Maire
- Atriplex glauca subsp. ifniensis (Caball.) Rivas Mart. & al.
- Atriplex glauca var. mauritanica (Boiss. & Reut.) Maire
- Atriplex ifniensis Caball.
- Atriplex mauritanica Boiss. & Reut.
- Atriplex palaestina Boiss.
- Atriplex parvifolia Lowe
- Atriplex stylosa Viv.
- Chenopodium vestitum Thunb.
- Obione alexandrina (Boiss.) Ulbr.
- Obione glauca Moq.
- Obione stylosa Moq.[5]

## Nombres comunes
- Castellano: saladilla, salado, sosa blanca, armuelle saladilla, cenizo, correhuela toledana, , salailla, salgadillo, uñas de sapo.[1][6]